# Руэман, Мартин
Мартин Руэман (нем. Martin Ruhemann или, по другим сведениям, нем. Martin Siegfried William Ruhemann; 1903, Кембридж — 1994) — учёный, специалист по криогенике и разделению газов.

## Биография
Родился в Кембридже в семье немецкого профессора. Получил английский паспорт, что в дальнейшем спасло ему жизнь. После окончания Первой мировой войны семья вернулась в Берлин в Веймарскую республику в 1919 году. Получил прекрасное образование, работал в Берлине и быстро добился известности своими работами по криогенике. Познакомился с А. С. Вайсбергом на фоне общего увлечения коммунистическими идеями, и под его влиянием вступил в Коммунистическую партию Германии. В 1932 вместе с женой Барбарой, научной сотрудницей, прибыл по приглашению Вайсберга в Харьков. Руководил одной из низкотемпературных лабораторий УФТИ, другой руководил Л. В. Шубников. После разворачивания дела УФТИ был по одним данным выслан, по другим покинул СССР. По собственным словам, контракт на работу ему не был продлён, но выездную визу пришлось ждать полгода. Благополучно вернулся в Англию в 1937 году и продолжил научную работу.

### Публикации
- Low temperature physics / by M. and B. Ruhemann. Published by Cambridge: Cambridge University Press, 1937. ISBN 978-1114680036.
- The Separation of Gases. Published by Oxford: Clarendon Press, 1940.
- Power. Published by Sigma Books Limited, London, England, 1946.